# 清泉小学校
清泉小学校（せいせんしょうがっこう）は、神奈川県鎌倉市雪ノ下にある私立共学小学校。

## 概要
カトリック女子修道会である「聖心侍女修道会（本部：スペイン・マドリッド）」を母体として設立された。日本国内に5校、ヨーロッパ、アフリカ、アメリカ中南米諸国、並びにインド、フィリピンなど世界17カ国に63校の姉妹校を持つ。

## 沿革
- 1947年（昭和22年） - 神奈川県横須賀市に清泉女学院小学校開校
- 1953年（昭和28年） - 鎌倉清泉小学校開校
- 1963年（昭和38年） - 清泉女学院小学校と鎌倉清泉小学校が合併
- 1969年（昭和44年） - 清泉小学校に改称

## 立地

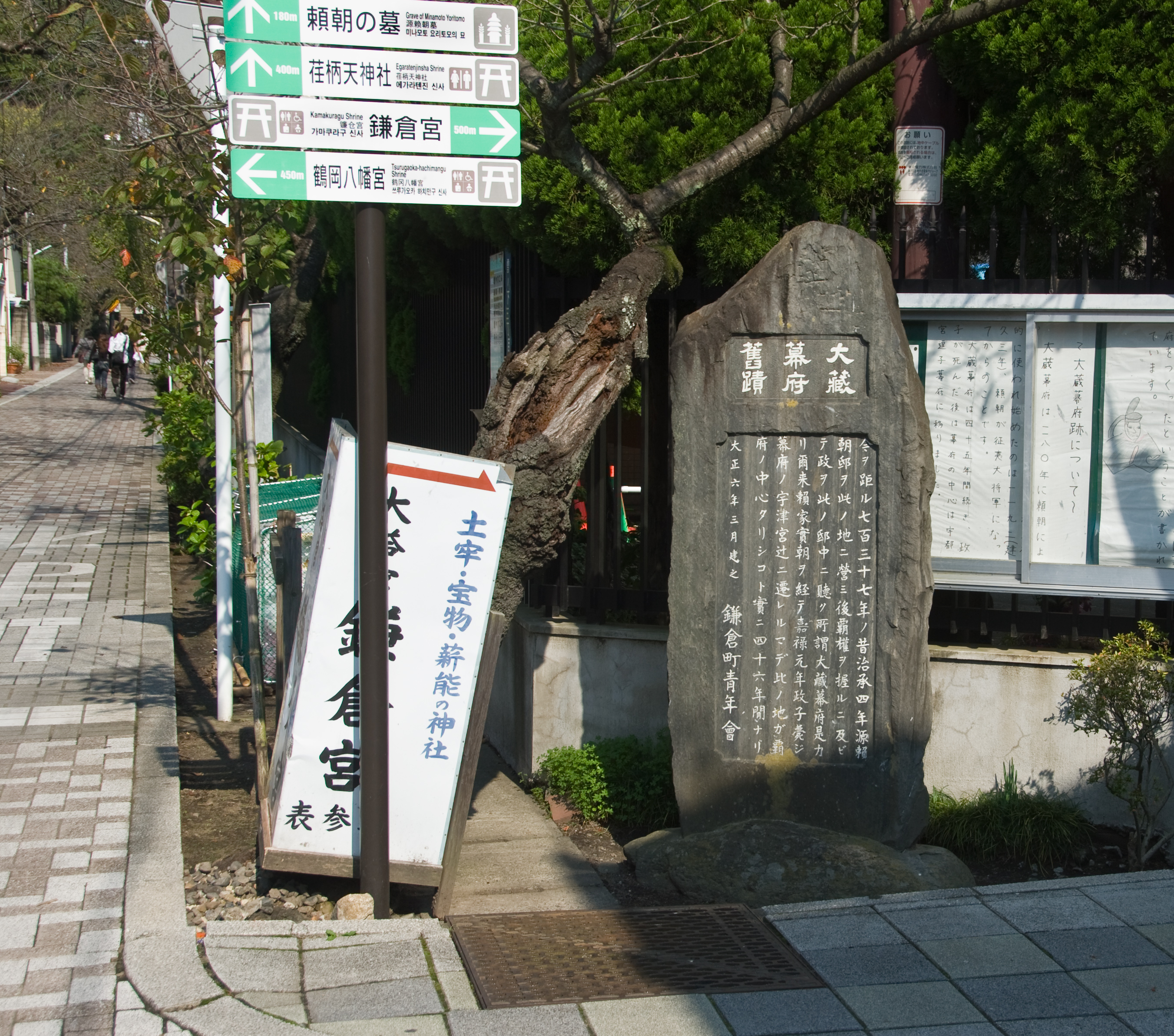
大蔵幕府跡舊跡碑（清泉小学校前）

鎌倉時代の将軍御所跡地（大倉幕府跡）に立地しており、校庭東辺（暗渠化した東御門川が南北に流れている）が御所の東端部にあたるとされている。

## 著名な出身者
- 細川護熙 - 第79代内閣総理大臣
- 近衞忠煇 -  近衞家第32代当主、日本赤十字社名誉社長
- 松村讓裕 - 実業家
- 村主章枝 - フィギュアスケート選手
- 三橋大樹 - NHKアナウンサー
- 藤村俊介 - チェリスト
- 中村省司 - 政治家
- 手使海ユトロ - 作曲家
- ミネハハ - 歌手
- 松田美智子 - 料理研究家
- 貫成人 - 哲学者
- 鈴木涼美 - 文筆家、元AV女優、日本経済新聞記者[4]

## 交通
- 横須賀線・江ノ島電鉄線 鎌倉駅 徒歩約20分
- 京浜急行バス「岐れ道」下車徒歩約3分